# United States Chess Federation
United States Chess Federation (USCF) er det nationale amerikanske skakforbund. USCF er medlem af verdensskakforbundet FIDE. Pr. 2008 har USCF registreret over 80.000 medlemmer og over 2.000 tilknyttede skakklubber (inkl. skoleskak).

## Historie
USCF blev stiftet den 27. december 1939 i Illinois, USA, ved sammenlægningen af to regionale organisationer; American Chess Federation og National Chess Federation. 
Det var den daværende præsident for USCF , Elbert A. Wagner, Jr., som i starten af 1946 var den første til at annoncere, at verdensskakforbundet FIDE ville begynde at genopbygge skakverdenen oven på 2. verdenskrig.
Den 5. september 1946 udkom USCF's skakmagasin, Chess Life, første gang. Bladet udkommer stadig en gang om måneden, dog i ændret format.
Arpad Elo, som var fysikprofessor og en stærk skakspiller, var aktiv i USCF og udviklede på forbundets vegne den såkaldte Elo-rating, til rangering af skakspillere. Elo-ratingen blev først taget i brug af USCF, og blev senere udbredt til hele verden gennem FIDE, som indførte systemet i 1970.
USCF fik en kraftig opblomstring, da Bobby Fischer i 1972 blev verdensmester. Medlemstallet blev fordoblet til 60.000 på kort tid.
Senere stagnerede medlemstallet og lå omkring 1990 på 50.000, men computerskakkens udbredelse og en kraftig indsats for at indføre skak med tilknytning til skoler førte til en ny fordobling af medlemstallet, som omkring 2000 lå på ca. 100.000. Men da skoleskakmedlemmerne kostede mere end de ydede, førte det til et pres på forbundets økonomi. I 2008 ligger medlemstallet på ca. 80.000 og økonomien balancerer.

## Kontroverser

### Sletning af Bobby Fischer som medlem
USCF har været involveret i flere kontroverser gennem årene. Bl.a. slettede forbundet i 2002 ex-verdensmester Bobby Fischer som medlem pga. hans antiamerikanske udtalelser. I 2006 blev denne afgørelse dog omstødt, da en ny bestyrelse for forbundet mente, at det stred imod ytringsfriheden.

### Sag mod Polgar og Truong
I oktober 2007 rejste et tidligere medlem af USCF's bestyrelse, Samuel H. Sloan, sag mod to af de i juli 2007 nyvalgte bestyrelsesmedlemmer, den tidligere verdensmester for kvinder Susan Polgar og hendes mand Paul Truong. 
Sloan hævder, at de stod bag 2.000 falske meddelelser (mange obskøne eller injurierende) i hans navn på to forskellige internetfora, rec.games.chess.politics og rec.games.chess.misc, i en toårig periode. Sagsanlægget fulgte en uge efter, at en administrator på USCF's debatforum havde offentliggjort en rapport, hvor han havde sammenlignet IP-adresserne på indlæggene i de nævnte debatfora med navngivne indlæg på USCFs Forum, og at disse pegede på Truong, som den der med stor sandsynlighed var bedrageren. En beskyldning som Truong afviste bestemt, samtidig med at han sagde, at informationen var hentet ulovligt fra USCF. Ifølge Truong og Polgar var der tale om et hævntogt, da de var utilfredse med administratoren og hans firma og var ved at få dem fyret. 
I januar 2008 forsøgte et flertal i USCF's bestyrelse at få Truong til at trække sig. Ifølge New York Times overvejede Polgar at gå, mens Truong afviste. Sagen var pr. 1. februar 2008 endnu ikke afgjort.